# Mizuki Inoue
Mizuki Inoue (japanska: 井上 瑞樹), född 19 augusti 1994 i Toyohashi, Aichi, Japan, är en japansk MMA-utövare som sedan 2019 tävlar i organisationen Ultimate Fighting Championship.

## Bakgrund
Inoue föddes i Aichi-prefekturen i Japan. Hon började med karate i fjärde klass (vilket i Japan betyder tionde levnadsåret) genom att hon följde med sin bror till hans karateträning. Ett år senare började hon träna vid Hakushinkai Karate-gymet och började då också träna MMA. Vid 11 års ålder träffade hon sin karate- och nuvarande huvudcoach Sadanori Yamaguchi, som både då och nu var ledare på Hakushinaki Karate. Han var den som intresserade henne för MMA efter att själv ha blivit biten när han sett hur en annan karateka, Minoki Ichihara, en daido-juku-mästare, förlorade mot Royce Gracie vid UFC 2. Hon gjorde professionell debut inom shooto vid bara 15 års ålder, eftersom hon trodde att hon var tvungen att vänta till 18 för att få tävla inom MMA.

## Karriär

### Kickboxning och shooto
Inoues professionella debut gick mot Kanako Oka vid Shoot Boxing Osakas gala "Young Caesar vol. 2" 16 maj 2010 och hon förlorade via majoritetsdomslut.
Nästa match gick vid kickboxningsgalan J-Girls Catch The Stone 25 juli 2010 där Inoue mot alla förväntningar besegrade Emi Fujino via enhälligt domslut. Efter fyra raka vinster via domslut i kickboxning mötte hon Yukino Oishi i J-Girlsturneringens bantamviktsfinal 2011 och förlorade den via majoritetsbeslut och fick därmed sin första professionella kickboxningsförlust.
I Shooto 2012 besegrade hon 3 motståndare för att slutligen bli den första S-Cup mästarinnan i sin viktklass. En av dem hon besegrade längs vägen var Ai Takahashi, Shoot Boxing Japans flugviktsmästarinna.. Finalen som även den gick mot Takahashi gick sex ronder och matchen gick tiden ut innan Inoue vann via enhälligt domslut.
När hon vann samma turnering 2013 gjorde hon det genom att vinna matcherna mot Izumi Noguchi, Miyo Yoshida och Ai Takahashi som alla gick samma kväll.

### Submission wrestling
Inoue mötte Yukiko Suzuki 22 september 2012 vid Jewels 21st Ringtillställning. Inoue vann via teknisk submission på bara 56 sekunder.
Inoue mötte Rikako Yuasa 31 augusti 2013 vid Deep Jewels 1 och förlorade via enhälligt domslut.

### MMA

#### Jewels
Inoue debuterade vid 16 års ålder 10 oktober 2010 vid Jewels 10th Ring och vann via submission mot den äldre Emi Murata i andra ronden.
Den 17 december 2010 vid Jewels 11th Ring besegrade Inoue den mer erfarne Asako Saioka via teknisk submission och vann med det 2010 Rough Stone Grand Prix turneringen.
Inoue mötte sedan Jewels mästare Ayaka Hamasaki i en icke-titel match vid Jewels 16th Ring den 11 september 2011. Hon förlorade via enhälligt domslut.
Nästa gala hon var med på var Jewels 18th Ring där hon mötte australiska Alex Chambers 3 mars 2012. Hon vann mot Chambers via submission i första ronden.
Inoue mötte Hyo Kyong Song 15 december 2012 vid Jewels 22nd Ring och hon vann över Song via submission i andra ronden.
Efter ett motståndarbyte mötte hon sedan Seo Ye Jung vid Jewels 23rd Ring 30 mars 2013 och vann mot henne via rear-naked i första ronden.
Efter en debutmatch inom Invicta 13 juli 2013 var Inoue tillbaka i Jewels vid Deep Jewels 2 den 4 november 2013 och mötte Emi Fujino som första motståndare i lättviktsturneringen och vann via enhälligt domslut.
Inoue mötte Emi Tomimatsu i en match för att bestämma vem som skulle vinna Deep Jewels interimlättviktsmästarinna-titeln. Inoue fick till stånd ett avslut via submission sent i tredje ronden, men hon diskvalificerades senare för att ha missat vikten. Emi Tomimatsu kröntes istället till ny interimlättviktsmästarinna.

#### Invicta FC
Inoue debuterade i nordamerika mot Bec Hyatt vid Invicta FC 6 den 13 juli 2013. Hon vann via enhälligt domslut.
Inoue var tänkt att möta Milana Dudiea 24 mars 2018 vid Invicta FC 28, men Morandin drog sig ur huvudmatchen, main event, mot Jandiroba vilket möjliggjorde för Inoue att ta chansen och gå upp mot Jandiroba i huvudmatchen och slåss om den vakanta stråviktstiteln. Hon förlorade matchen via delat domslut.
Vid Invicta FC 32 skulle Inoue ha mött Heather Jo Clark 16 november 2018 men Clark drog sig ur och ny motståndare blev Viviane Pereira. Vid invägningen vägde Inoue 116,4 pund (52,8 kg). 0,4 pund (2 hg) över gränsen för vad som är en tillåten titelmatch vid stråvikt (116 lb / 52,6 kg). Inoue fick böta 25% av sin ersättning (purse) till sin motståndare och matchen gjordes om till en catchviktsmatch. Inoue vann via enhälligt domslut.

#### UFC
Inoue debuterade mot Yanan Wu, efter att Luana Carolina dragit sig ur den matchen, vid UFC Fight Night: Andrade vs. Zhang 31 augusti 2019 och vann via enhälligt domslut.
Hennes andra match i organisationen gick vid UFC Vegas 7 i stråvikt mot brassen Amanda Lemos. Matchen gick tiden ut och Inoue förlorade via enhälligt beslut.

## Tävlingsfacit

### Kickboxning
| Antal matcher | Vunna matcher | Förlorade matcher |
| ------------- | ------------- | ----------------- |
| Totalt        | 4             | 1                 |
| Via KO        | 0             | 0                 |
| Via domslut   | 4             | 1                 |
| Oavgjorda     | 0             | 0                 |

### Shooto
| Antal matcher | Vunna matcher | Förlorade matcher |
| ------------- | ------------- | ----------------- |
| Totalt        | 7             | 1                 |
| Via KO        | 1             | 0                 |
| Via domslut   | 6             | 1                 |
| Oavgjorda     | 0             | 0                 |

### Submission wrestling
| Antal matcher  | Vunna matcher | Förlorade matcher |
| -------------- | ------------- | ----------------- |
| Totalt         | 1             | 1                 |
| Via submission | 1             | 0                 |
| Via domslut    | 0             | 1                 |
| Oavgjorda      | 1             | 1                 |

### MMA
| Resultat | Facit | Motståndare           | Metod                       | Evenemang                            | Datum             | Rond | Tid  | Plats                     | Notering                                                                   |
| -------- | ----- | --------------------- | --------------------------- | ------------------------------------ | ----------------- | ---- | ---- | ------------------------- | -------------------------------------------------------------------------- |
| Vinst    | 1–0   | Emi Murata            | Submission (armbar)         | Jewels 10th Ring                     | 10 oktober 2010   | 2    | 2:58 | Tokyo, Japan              |                                                                            |
| Vinst    | 2–0   | Asako Saioka          | Teknisk submission (armbar) | Jewels 11th Ring                     | 17 december 2010  | 1    | 2:59 | Tokyo, Japan              |                                                                            |
| Förlust  | 2–1   | Ayaka Hamasaki        | Domslut (enhälligt)         | Jewels 16th Ring                     | 11 september 2011 | 2    | 5:00 | Tokyo, Japan              |                                                                            |
| Vinst    | 3–1   | Alex Chambers         | Submission (armbar)         | Jewels 18th Ring                     | 3 mars 2012       | 1    | 4:32 | Tokyo, Japan              |                                                                            |
| Vinst    | 4–1   | Hyo Kyung Song        | Submission (armbar)         | Jewels 22nd Ring                     | 15 december 2012  | 2    | 2:14 | Tokyo, Japan              |                                                                            |
| Vinst    | 5–1   | Seo Ye Jung           | Submission (rear-naked)     | Jewels 23rd Ring                     | 30 mars 2013      | 1    | 1:43 | Tokyo, Japan              |                                                                            |
| Vinst    | 6–1   | Bec Rawlings          | Domslut (enhälligt)         | Invicta FC 6: Coenen vs. Cyborg      | 13 juli 2013      | 3    | 5:00 | Kansas City, MO, USA      |                                                                            |
| Vinst    | 7–1   | Emi Fujino            | Domslut (enhälligt)         | Deep Jewels 2                        | 4 november 2013   | 2    | 5:00 | Tokyo, Japan              |                                                                            |
| Förlust  | 7–2   | Emi Tomimatsu         | Diskvalificering            | Deep Jewels 3                        | 16 februari 2014  | 3    | 3:57 | Tokyo, Japan              | Inoue vann via armbar, men det ändrades till DQ när hon missade vikten     |
| Vinst    | 8–2   | Emi Tomimatsu         | Submission (armbar)         | Deep Jewels 5                        | 9 augusti 2014    | 3    | 1:33 | Tokyo, Japan              | Vann Deep Jewels lättviktstitel. Sedan 2015 heter samma viktklass stråvikt |
| Förlust  | 8–3   | Karolina Kowalkiewicz | Domslut (delat)             | Invicta FC 9: Honchak vs. Hashi      | 1 november 2014   | 3    | 5:00 | Davenport, IA, USA        | Fight of the Night                                                         |
| Förlust  | 8–4   | Alexa Grasso          | Domslut (enhälligt)         | Invicta FC 11: Cyborg vs. Tweet      | 27 februari 2015  | 3    | 5:00 | Los Angeles, CA, USA      | Fight of the Night                                                         |
| Vinst    | 9–4   | Emi Fujino            | Domslut (enhälligt)         | Deep Jewels 9                        | 29 augusti 2015   | 3    | 5:00 | Tokyo, Japan              |                                                                            |
| Vinst    | 10–4  | Lacey Schuckman       | Submission (armbar)         | Invicta FC 15: Cyborg vs. Ibragimova | 16 januari 2016   | 3    | 3:41 | Costa Meso, CA, USA       | Performance of the Night                                                   |
| Vinst    | 11–4  | Nori Date             | Submission (armbar)         | Deep Jewels 11                       | 5 mars 2016       | 1    | 3:12 | Tokyo, Japan              |                                                                            |
| Vinst    | 12–4  | Lynn Alvarez          | Submission (armbar)         | Invicta FC 18: Grasso vs. Esquibel   | 29 juli 2016      | 2    | 3:00 | Kansas City, MO, USA      |                                                                            |
| Förlust  | 12–5  | Virna Jandiroba       | Domslut (delat)             | Invicta FC 28: Mizuki vs. Jandiroba  | 24 mars 2018      | 5    | 5:00 | Salt Lake City, UT, USA   | För stråviktstiteln                                                        |
| Vinst    | 13–5  | Viviane Pereira       | Domslut (enhälligt)         | Invicta FC 32: Spencer vs. Sorenson  | 16 november 2018  | 3    | 5:00 | Shawnee, OK, USA          | Catchvikt 116,4 lb / 52,8 kg                                               |
| Vinst    | 14–5  | Yanan Wu              | Domslut (enhälligt)         | UFC Fight Night: Andrade vs. Zhang   | 31 augusti 2019   | 3    | 5:00 | Shenzhen, Guangdong, Kina | Catchvikt 128 lb / 58 kg (flugviktsmatch, men Wu missade vikten)           |
| Förlust  | 14–6  | Amanda Lemos          | Domslut (enhälligt)         | UFC on ESPN: Munhoz vs. Edgar        | 22 augusti 2020   | 3    | 5:00 | Las Vegas, NV, USA        | Stråvikt                                                                   |